# Eugenio Anguiano Roch
Eugenio Anguiano Roch (15 de noviembre de 1939-25 de abril de 2025) fue un economista, diplomático y académico mexicano. A lo largo de 33 años desarrolló una larga carrera diplomática como embajador en diversos países y, entre 1972 y 1976, fue el primer embajador de México ante la República Popular China.

## Años de formación
Entre 1958 y 1962, fue alumno en la Escuela Nacional de Economía de la Universidad Nacional Autónoma de México, licenciándose en 1965. En 1961 se incorporó a la Dirección General de Estudios Hacendarios de la Secretaría de Hacienda y en 1963 ingresó como profesor de tiempo parcial en la Escuela Nacional de Comercio y Administración y en la Escuela Nacional de Economía de la UNAM. En 1966, partió a Inglaterra para cursar estudios de posgrado en la Universidad de Leeds, aunque no los concluyó, y regresó a México en 1967 para reincorporarse a la Secretaría de Hacienda y a la docencia.

## Carrera diplomática
Tras renunciar a su empleo en la Secretaría de Economía, en 1971 fue postulado por Luis Echeverría para el cargo de embajador en Costa Rica, así dando inicio su carrera diplomática. Entre 1971 y 1994 detentó las embajadas de México en Costa Rica (1971-1972), la República Popular China (1972-1976, 1982-1987), Argentina (1987-1989), Austria (1990-1992) y, finalmente, Brasil (1992-1994). En particular, fue el primer embajador de México en la República Popular China, puesto que ocupó en dos períodos y que marcó su carrera profesional y académica.
Además de fungir como embajador, ocupó diversos cargos en la Secretaría de Relaciones Exteriores y entre 1980 y 1981 fungió como representante suplente de México ante el Consejo de Seguridad de la ONU, en sustitución de Porfirio Muñoz Ledo.

## Carrera académica
Entre 1977 y 1979, en un paréntesis de su carrera diplomática, ingresó brevemente a El Colegio de México como profesor-investigador, bajo invitación de Víctor L. Urquidi, y como fellow del Center for International Studies de la Universidad de Harvard (1978-1979), con el auspicio de El Colegio de México y la Secretaría de Hacienda.
En 1994 renunció al Partido Revolucionario Institucional (PRI) y a la embajada de Brasil, dando fin a su carrera diplomática. Poco después, bajo la invitación de Mario Ojeda a coordinar un programa de investigación sobre la Cooperación Económica Asia-Pacífico (APEC), se reincorporó como profesor a El Colegio de México, cargo que desempeñó hasta hasta 2008. En esta última institución, fue coordinador del Programa de Estudios APEC, director del Centro de Estudios de Asia y África (CEEA) y coordinador de la revista Anuario Asia Pacífico y se dedicó al estudio económico e histórico de la China contemporánea. En 2007, ganó en concurso abierto la Cátedra Extraordinaria Octaviano Campos Salas de la Facultad de Economía de la UNAM.
En 2009, se incorporó como profesor en el Centro de Investigación y Docencia Económicas, donde formó parte de un equipo de investigación sobre las relaciones internacionales entre México y China. Falleció el 25 de abril de 2025.